# El Chitero
| Die Endstation San Marcos heute (2022), im Hintergrund die querende, aktuell stillgelegte Strecke VB |                           |                                                     |                                                     |
| Streckenlänge: | 164 km                    |                                                     |                                                     |
| Spurweite: | 914 mm (engl. 3-Fuß-Spur) |                                                     |                                                     |
| |                           |                                                     |                                                     |
| \| \| \| Strecke S von Buenavista \| \| \| \| 0 \| San Marcos (heute Rafael Lara Grajales) \| San Marcos (heute Rafael Lara Grajales) \| \| \| 0,3 \| Strecke VB von Santa María Moyotzingo nach Oriental \| Strecke VB von Santa María Moyotzingo nach Oriental \| \| \| 0,4 \| Strecke S nach Veracruz \| Strecke S nach Veracruz \| \| \| \| Santa María Ixtiyucan \| \| \| \| \| La Cima \| \| \| \| \| Vicente Guerrero \| \| \| \| \| Carmen Serdán \| \| \| \| \| San Cristobál Hidalgo \| \| \| \| \| Acatzingo de Hidalgo \| \| \| \| \| Santa María Actipan \| \| \| \| \| Los Reyes de Juárez \| \| \| \| 44,0 \| Strecke E nach San Miguel \| Strecke E nach San Miguel \| \| \| 44,4 \| Rosendo Marquez (heute Cuapiaxtla) \| Rosendo Marquez (heute Cuapiaxtla) \| \| \| \| Strecke E von Amozoc de Mota \| \| \| \| \| Río del Águila (27 m) \| \| \| \| \| San Miguel Zacaola \| \| \| \| \| San Lorenzo Ometepec \| \| \| \| \| Tepeyahualco de Cuauhtémoc \| \| \| \| \| Río del Águila (22 m) \| \| \| \| \| Santa Clara Huitziltepec \| \| \| \| \| Santa Cruz Huitziltepec \| \| \| \| \| Mila \| \| \| \| \| San José de Gracia \| \| \| \| \| Atenayuca \| \| \| \| 90,1 \| San Juan Ixcaquixtla \| San Juan Ixcaquixtla \| \| \| \| San Martín Atexcal \| \| \| \| \| Santa Catarina Tehuixtla \| \| \| \| \| Santo Tomás Otlaltepec \| \| \| \| \| Santo Domingo Tianguistengo \| \| \| \| \| (46 m) \| \| \| \| \| Totoltepec de Guerrero \| \| \| \| \| (39 m) \| \| \| \| \| Santo Domingo Tonahuixtla \| \| \| \| 162,3 \| \| \| \| \| 164 \| Petlalcingo \| Petlalcingo \| \| \| \| nicht verwirklichter Streckenteil \| \| \| \| ≈214 \| Huajuapan de León \| Huajuapan de León \| |                           |                                                     |                                                     |
| Strecke |                           | Strecke S von Buenavista                            | Strecke S von Buenavista                            |
| ehemaliger Bahnhof | 0                         | San Marcos (heute Rafael Lara Grajales)             | San Marcos (heute Rafael Lara Grajales)             |
| Kreuzung geradeaus unten | 0,3                       | Strecke VB von Santa María Moyotzingo nach Oriental | Strecke VB von Santa María Moyotzingo nach Oriental |
| Abzweig ehemals geradeaus und nach links | 0,4                       | Strecke S nach Veracruz                             | Strecke S nach Veracruz                             |
| Haltepunkt / Haltestelle (Strecke außer Betrieb) |                           | Santa María Ixtiyucan                               | Santa María Ixtiyucan                               |
| Haltepunkt / Haltestelle (Strecke außer Betrieb) |                           | La Cima                                             | La Cima                                             |
| Haltepunkt / Haltestelle (Strecke außer Betrieb) |                           | Vicente Guerrero                                    | Vicente Guerrero                                    |
| Haltepunkt / Haltestelle (Strecke außer Betrieb) |                           | Carmen Serdán                                       | Carmen Serdán                                       |
| Haltepunkt / Haltestelle (Strecke außer Betrieb) |                           | San Cristobál Hidalgo                               | San Cristobál Hidalgo                               |
| Haltepunkt / Haltestelle (Strecke außer Betrieb) |                           | Acatzingo de Hidalgo                                | Acatzingo de Hidalgo                                |
| Haltepunkt / Haltestelle (Strecke außer Betrieb) |                           | Santa María Actipan                                 | Santa María Actipan                                 |
| Haltepunkt / Haltestelle (Strecke außer Betrieb) |                           | Los Reyes de Juárez                                 | Los Reyes de Juárez                                 |
| Strecke von links · Kreuzung geradeaus oben (Strecke geradeaus außer Betrieb) · Strecke quer | 44,0                      | Strecke E nach San Miguel                           | Strecke E nach San Miguel                           |
| ehemaliger Haltepunkt / Haltestelle · Haltepunkt / Haltestelle (Strecke außer Betrieb) | 44,4                      | Rosendo Marquez (heute Cuapiaxtla)                  | Rosendo Marquez (heute Cuapiaxtla)                  |
| Strecke nach rechts · Strecke (außer Betrieb) |                           | Strecke E von Amozoc de Mota                        | Strecke E von Amozoc de Mota                        |
| Brücke über Wasserlauf (Strecke außer Betrieb) |                           | Río del Águila (27 m)                               | Río del Águila (27 m)                               |
| Haltepunkt / Haltestelle (Strecke außer Betrieb) |                           | San Miguel Zacaola                                  | San Miguel Zacaola                                  |
| Haltepunkt / Haltestelle (Strecke außer Betrieb) |                           | San Lorenzo Ometepec                                | San Lorenzo Ometepec                                |
| Haltepunkt / Haltestelle (Strecke außer Betrieb) |                           | Tepeyahualco de Cuauhtémoc                          | Tepeyahualco de Cuauhtémoc                          |
| Brücke über Wasserlauf (Strecke außer Betrieb) |                           | Río del Águila (22 m)                               | Río del Águila (22 m)                               |
| Haltepunkt / Haltestelle (Strecke außer Betrieb) |                           | Santa Clara Huitziltepec                            | Santa Clara Huitziltepec                            |
| Haltepunkt / Haltestelle (Strecke außer Betrieb) |                           | Santa Cruz Huitziltepec                             | Santa Cruz Huitziltepec                             |
| Haltepunkt / Haltestelle (Strecke außer Betrieb) |                           | Mila                                                | Mila                                                |
| Haltepunkt / Haltestelle (Strecke außer Betrieb) |                           | San José de Gracia                                  | San José de Gracia                                  |
| Haltepunkt / Haltestelle (Strecke außer Betrieb) |                           | Atenayuca                                           | Atenayuca                                           |
| Bahnhof (Strecke außer Betrieb) | 90,1                      | San Juan Ixcaquixtla                                | San Juan Ixcaquixtla                                |
| Haltepunkt / Haltestelle (Strecke außer Betrieb) |                           | San Martín Atexcal                                  | San Martín Atexcal                                  |
| Haltepunkt / Haltestelle (Strecke außer Betrieb) |                           | Santa Catarina Tehuixtla                            | Santa Catarina Tehuixtla                            |
| Haltepunkt / Haltestelle (Strecke außer Betrieb) |                           | Santo Tomás Otlaltepec                              | Santo Tomás Otlaltepec                              |
| Haltepunkt / Haltestelle (Strecke außer Betrieb) |                           | Santo Domingo Tianguistengo                         | Santo Domingo Tianguistengo                         |
| Brücke über Wasserlauf (Strecke außer Betrieb) |                           | (46 m)                                              | (46 m)                                              |
| Haltepunkt / Haltestelle (Strecke außer Betrieb) |                           | Totoltepec de Guerrero                              | Totoltepec de Guerrero                              |
| Brücke über Wasserlauf (Strecke außer Betrieb) |                           | (39 m)                                              | (39 m)                                              |
| Haltepunkt / Haltestelle (Strecke außer Betrieb) |                           | Santo Domingo Tonahuixtla                           | Santo Domingo Tonahuixtla                           |
| Brücke über Wasserlauf (Strecke außer Betrieb) | 162,3                     |                                                     |                                                     |
| Kopfbahnhof Streckenende und Streckenanfang (Strecke außer Betrieb) | 164                       | Petlalcingo                                         | Petlalcingo                                         |
| |                           | nicht verwirklichter Streckenteil                   |                                                     |
| | ≈214                      | Huajuapan de León                                   | Huajuapan de León                                   |

El Chitero, offizielle Streckenbezeichnung Ramal Huajuapan del Ferrocarril Méxicano (deutsch Zweig Huajuapan der Eisenbahn Méxicano), ist die umgangssprachliche Bezeichnung für eine ehemalige 164 Kilometer lange Eisenbahnstrecke in der Mitte Méxikos, die San Marcos (heute Rafael Lara Grajales) im nördlichen Teil des Bundesstaates Puebla mit Petlalcingo an dessen Südgrenze verband, ursprünglich aber bis Huajuapan in Oaxaca gebaut werden sollte. Die Strecke war eingleisig, nicht elektrifiziert und in der damals in Mexiko üblichen englischen 3-Fuß-Spur (914 Millimeter) gebaut. Der El Chitero wurde von 1903 bis 1956 betrieben.

## Namensherkunft
Der Name El Chitero leitet sich von der indigenen Bezeichnung einer in der Sierra La Mixteca heimischen Art des Buntfalken, dem Falco sparverius tropicalis ab, der als Chitero Mixteco bis in die 1950er Jahre das Hauptexportnahrungsmittel der Region war, über die Bahnstrecke vor allem nach Tehuacán und Puebla transportiert wurde und dort auf den Märkten guten Absatz fand.

## Geschichte
Die Zweigstrecke der Ferrocarril Méxicano, die seit 1873 die Hauptstadt mit der Hafenstadt Veracruz verbindet, wurde ab den späten 1890er Jahren errichtet und 1903 bis zur vorläufigen Endstation San Juan Ixcaquixtla über 90,1 Kilometer Streckenlänge eingeweiht.
Die Streckenverlängerung Ixcaquixtla–Totoltepec de Guerrero–Tonahuixtla–Petlalcingo über weitere 74 Kilometer wurde zwischen 1936 und 1937 vom Secretaría de Comunicaciones y Obras Públicas (Ministerium für Kommunikation und öffentliche Arbeiten) unter der Bezeichnung Líneas Férreas de México, S.A. gebaut. Juan Andreu Almazán, der 1930 von Präsident Ortiz Rubio zum Minister berufen worden war, war in der Mixteca-Region, insbesondere um Petlalcingo, geschäftlich aktiv und sehr beliebt.
Als Manuel Ávila Camacho am 1. Dezember 1940 Präsident wurde, bestand eine seiner ersten Regierungshandlungen darin, diese wichtige Eisenbahnstrecke zu sperren. Die Entscheidung war seine politische Rache an den Mixteken, weil sie ihn im Wahlkampf nicht unterstützt hatten. So ist die „Línea de Petlalcingo“ im Horario No. 26 del Ferrocarril Méxicano (Mexikanischer Eisenbahnfahrplan Nr. 26, eine allgemeine Übersicht über die Dienstpläne der Eisenbahner) in dem ursprünglichen Dokument vom 16. Oktober 1940 aufgeführt. Allerdings ist der Abschnitt Ixcaquixtla–Petlalcingo im selben Eisenbahnfahrplan im Nachtrag Nr. 2 vom 28. Januar 1941 nicht mehr aufgeführt. Offenbar betrieb die Ferrocarril Méxicano den Abschnitt bis 1942, bevor er stillgelegt wurde.
Der Streckenteil von San Marcos nach Ixcaquixtla wurde 1956 aufgegeben. Bis heute sind nur noch einige Bahnhöfe und in San Miguel Zacaola die 27 Meter lange Brücke über den Río del Águila als stumme Zeugen dieser einst wichtigen regionalen Bahnstrecke erhalten.
Immerhin ist die Trasse des El Chitero nach der Demontage der Gleise in langen Abschnitten zu einer Fahrstraße umgewandelt worden, allerdings ohne befestigte Oberfläche. Daher lief 2023 eine Kampagne der ansässigen Bevölkerung mit einer Petition an Präsident Andrés Manuel López Obrador, dass die ehemalige Bahntrasse als Maßnahme sozialer Gerechtigkeit im Rahmen der Straßenbauprojekte seiner Regierung asphaltiert werden möge.